# M203
M203 — 40-мм однозарядний підствольний гранатомет, розроблений в період 1967 —1968 років американською корпорацією AAI. Конструкція подібна до іншого американського підствольного гранатомета — M79. M203 був спеціально розроблений для автоматичної гвинтівки M16.

## Опис
М203 є легкою однозарядною зброєю і призначений для ураження живої сили, транспорту і легкоброньованої техніки супротивника на відстанях до 400 м.
Гранатомет заряджається з казенної частини вручну. Стрільба ведеться одиночними пострілами, з подальшим перезаряджанням гранатомета. Для перезаряджання ствол по напрямній зсувається вперед, при цьому викидається стріляна гільза, потім вставляється нова граната і ствол повертається на місце. Безпека стрільби забезпечується зведенням підривача гранати на відстані 30 — 40 метрів від дульного зрізу ствола і ударно-спусковим механізмом, який виключає постріл при незамкненому каналі ствола.
Перший масовий підствольний гранатомет M-203 застосовує 40-мм гранати декількох різновидів — освітлювальні, що розриваються, що пробивають. Гранатомет стріляє на дистанції з 50-400 м. Можливість точного влучення досить висока хоча і потрібно здійснити декілька прицільних пострілів. Гранатомет показав себе як надійний бойовий засіб, але, тим не менш, використовується в багатьох країнах, що закуповують зброю в США. У гранатомета є кілька різновидів прицілів — бічний, для дистанцій понад 250 м, пряме наведення — до 250. Також є новий лазерний приціл, який, на цей час, не надійшов у масове озброєння.
Недоліки: гранатомет монтується тільки за допомогою спеціальних інструментів, що важко використовувати в бойових умовах. У той час, як ГП-25 та ГП-30 встановлюються набагато швидше.
При рівних з ГП-25 ТТХ по вазі, скорострільності та дальності бою має трохи більший розмір, і складнішу систему заряджання: з казенної частини, а не з дульної, як у ГП-25.
У той же час, має і незаперечну перевагу в більшій кількості пропонованих типів боєприпасів, в тому числі, і несмертельних гранат (сигнальні, димові, газові)
|}

## Оператори
- США
- Таїланд
- Перу
- Папуа Нова Гвінея
- Україна — компанія Ukrop виготовляє аналог гранатомета з назвою UGL-40. Про його появу стало відомо в серпні 2024 року.[1]